# Città di Mandurah
La città di Mandurah è una delle cinque local government areas che si trovano nella regione di Peel, in Australia Occidentale. Essa si estende su di una superficie di circa 173,5 chilometri quadrati ed ha una popolazione di 55.815 abitanti.